# Punisher: War Zone (серия комиксов, 2008)
Punisher: War Zone — ограниченная серия комиксов, которую в 2008—2009 годах издавала компания Marvel Comics. Главным героем является Каратель.

## Синопсис
Злодейка Ма Ньюччи вернулась и собирается отомстить Карателю.

## Выпуски
| №  | Название                                                                         | Выход обложки | Оценка на Comic Book Roundup | Предполагаемый объём продаж (Северная Америка) |
| #1 | The Resurrection of Ma Gnucci, Part One                                          | февраль 2009  | 7.0 на основе 4 рецензий     | 36 420, позиция за первый месяц — 67           |
| #2 | The Resurrection of Ma Gnucci, Part Two: Some People Just Refuse to Stay Dead    | февраль 2009  | 7.8 на основе 4 рецензий     | 29 738, позиция за первый месяц — 86           |
| #3 | The Resurrection of Ma Gnucci, Part Three: So Evil, Hell Spat Her Back Out Again | февраль 2009  | 8.0 на основе 2 рецензий     | 28 420, позиция за первый месяц — 89           |
| #4 | The Resurrection of Ma Gnucci, Part Four: We’re Going to Need a Bigger Bodybag   | февраль 2009  | 7.5 на основе 3 рецензий     | 27 345, позиция за первый месяц — 92           |
| #5 | The Resurrection of Ma Gnucci, Part Five: Just Keep Her Away from Polar Bears    | февраль 2009  | 7.3 на основе 4 рецензий     | 26 053, позиция за первый месяц — 69           |
| #6 | The Resurrection of Ma Gnucci, Part Six: Give Em' Hell Frank!                    | март 2009     | 7.8 на основе 3 рецензий     | 25 378, позиция за первый месяц — 73           |

### Коллекционные издания
| Название                                          | Тип              | Собранный материал             | Кол-во страниц | Дата выхода     | ISBN                     | Предполагаемый объём продаж (Северная Америка) |
| ------------------------------------------------- | ---------------- | ------------------------------ | -------------- | --------------- | ------------------------ | ---------------------------------------------- |
| Punisher: War Zone: The Resurrection of Ma Gnucci | Твёрдый переплёт | Punisher: War Zone (2009) #1-6 | 144            | 15 апреля 2009  | 978-0-7851-3822-8        | 2 392, позиция за первый месяц — 35            |
| Punisher: War Zone: The Resurrection of Ma Gnucci | Мягкая обложка   | Punisher: War Zone (2009) #1-6 | 144            | 26 августа 2009 | 0785132600978-0785132608 | 2 237, позиция за первый месяц — 31            |

## Отзывы
На сайте Comic Book Roundup серия имеет оценку 7,6 из 10 на основе 20 рецензий. Дэниел Краун из IGN дал первому выпуску 8 баллов из 10 и отмечал химию сценариста Энниса с художником Диллоном. Чад Неветт из Comic Book Resources, обозревая дебют, также подчёркивал связку писателя и художника. Мэттью Брэди из Comics Bulletin поставил первому номеру оценку 3 из 5 и, подытоживая, также как предыдущие рецензенты акцентировал внимание на дуэте Энниса и Диллона.